# Aha! (aerolínea)
Ahá! (oficialmente Aha! Travel Management Company LLC, estilizado aha!) era la marca utilizada por la aerolínea regional ExpressJet para vuelos entre el Aeropuerto Internacional Reno-Tahoe y ciudades a lo largo de la costa oeste de los Estados Unidos. El primer vuelo con pasajeros de la aerolínea fue un chárter operado el 30 de septiembre de 2021 entre el Aeropuerto de Tallahassee y el Aeropuerto de Anderson, SC, exactamente un año después del último vuelo de la aerolínea como operador regional con tarifa por salida. El servicio programado comenzó el 24 de octubre de 2021 con un vuelo de Reno a Pasco / Tri-Cities. El nombre de la marca significa "air-hotel-adventure", ya que la compañía planea asociarse con complejos turísticos, casinos y atracciones en Reno y Tahoe para "agrupar" paquetes de vacaciones con precios económicos.
Lastimosamente la Empresa Expressjet cesa operaciones el 23 de agosto Del 2022, Con ello cesa operaciones Aha! Airlines sin tener 1 año en servicio.

## Destinos
aha! operaba a 12 destinos desde su base principal en el Aeropuerto de Reno.

## Flota histórica
A agosto de 2022, la flota de aha! estaba conformada por 5 aeronaves con una edad promedio de 18.1 años.